# Ca' Bernardo (San Polo)
Ca' Bernardo est un palais à Venise, situé dans le quartier de San Polo, non loin du Campo San Polo. Il surplombe le Riel Sant'Antonio et le Rio di San Polo. 

## Histoire
Datant du XVe siècle, le palais était le noble siège de la famille Bernardo. Il a été décoré de fresques internes au XVIIIe siècle. Il conserve toujours sa fonction de résidence privée. Le rez-de-chaussée fut le siège de la Venetian Museum Society de 1876 à 1913. 

## Description
Construction de trois étages plus une mezzanine dans le grenier, Ca' Bernardo est l'un des plus représentatifs et les plus élégantes façades du gothique vénitien. Les chapiteaux précieux, sculptés de motifs floraux et les autres décorations des cadres des fenêtres quadrifores, ont une grande valeur. 

Le portail d'entrée sur le canal, au centre, présente un cadre voûté intéressant surmonté de deux oculi. À l'intérieur, il y a encore des fresques du XVIIIe siècle au deuxième étage noble. 

Particolari fotografati da Paolo Monti, 1969
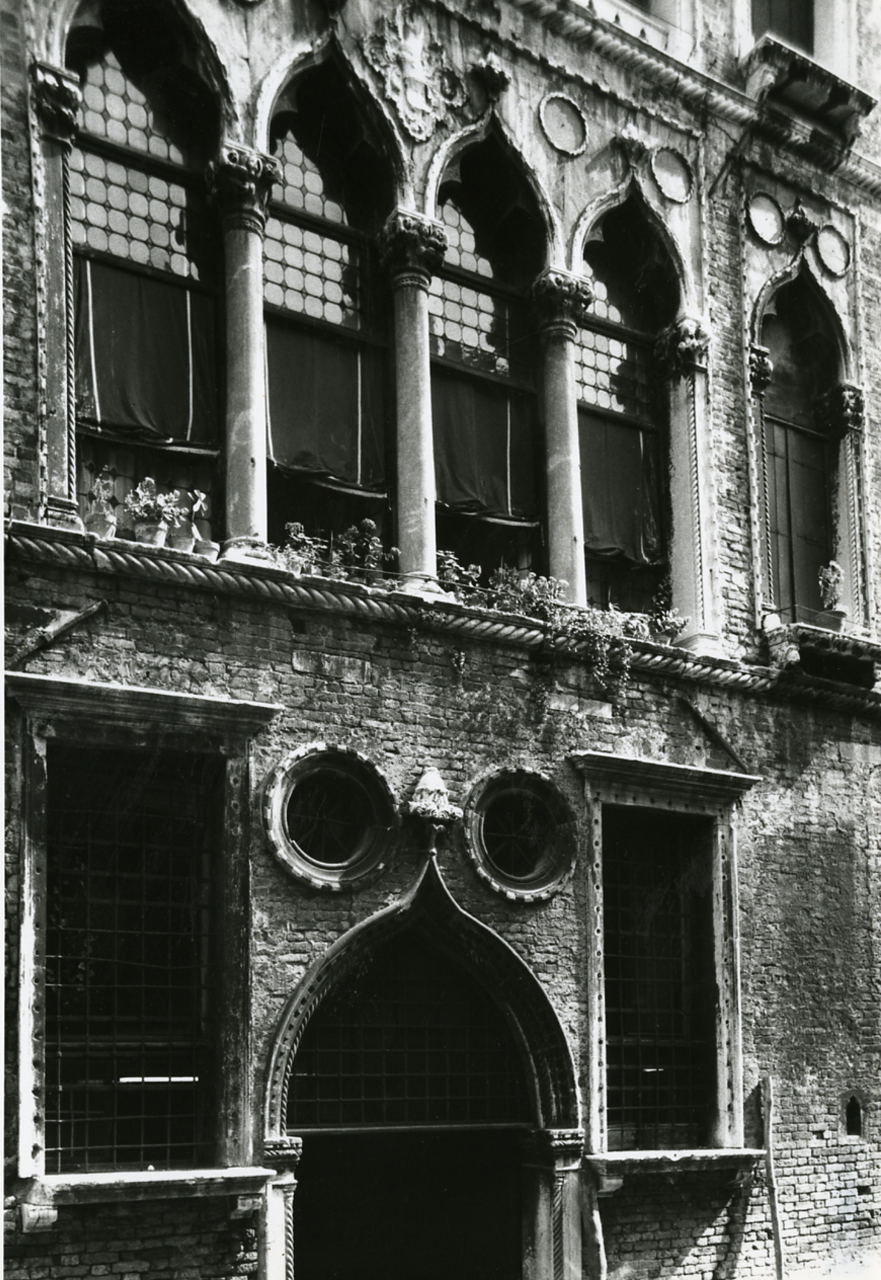
Fenêtre à quatre lumières au-dessus de la porte d'eau
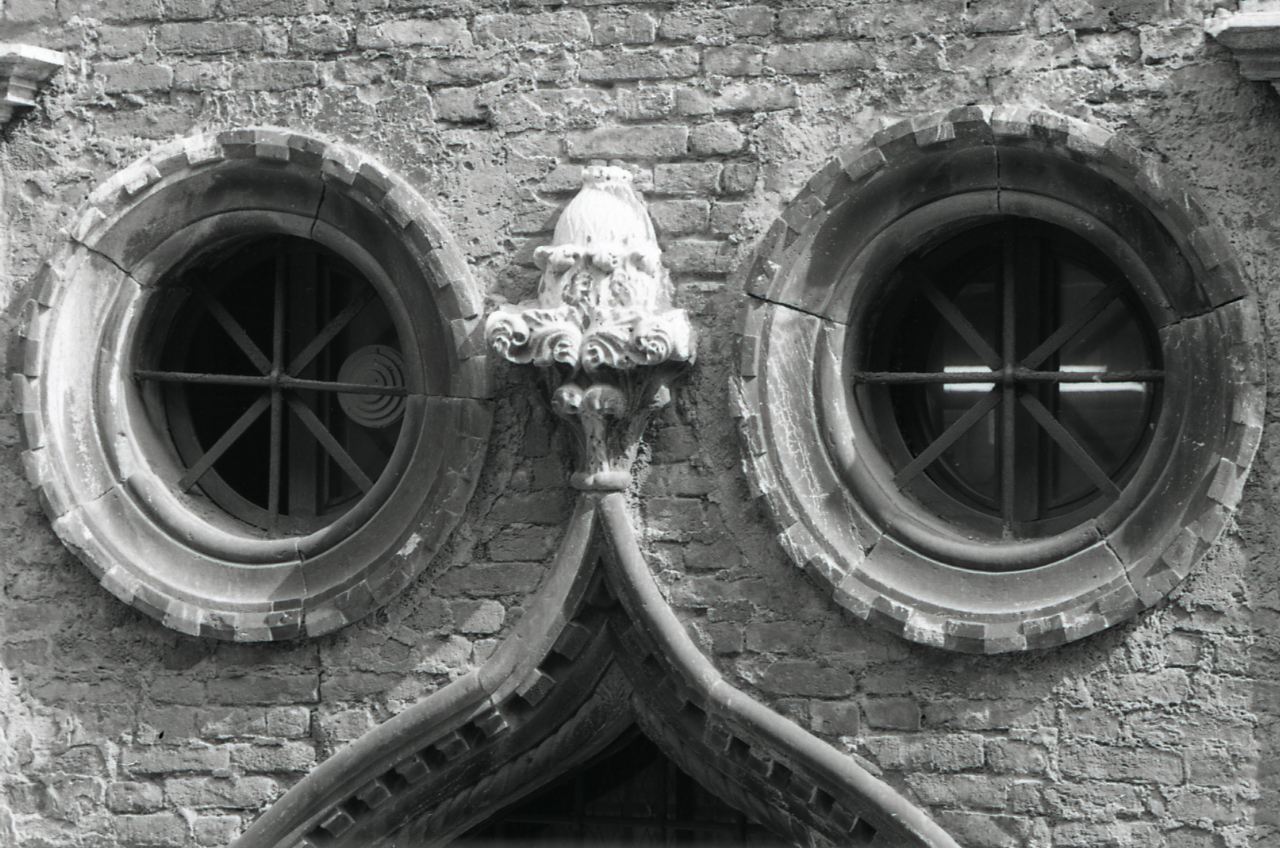
oculi

## Articles associés
- Ca' Bernardo (Dorsoduro)